# Seiser Alm

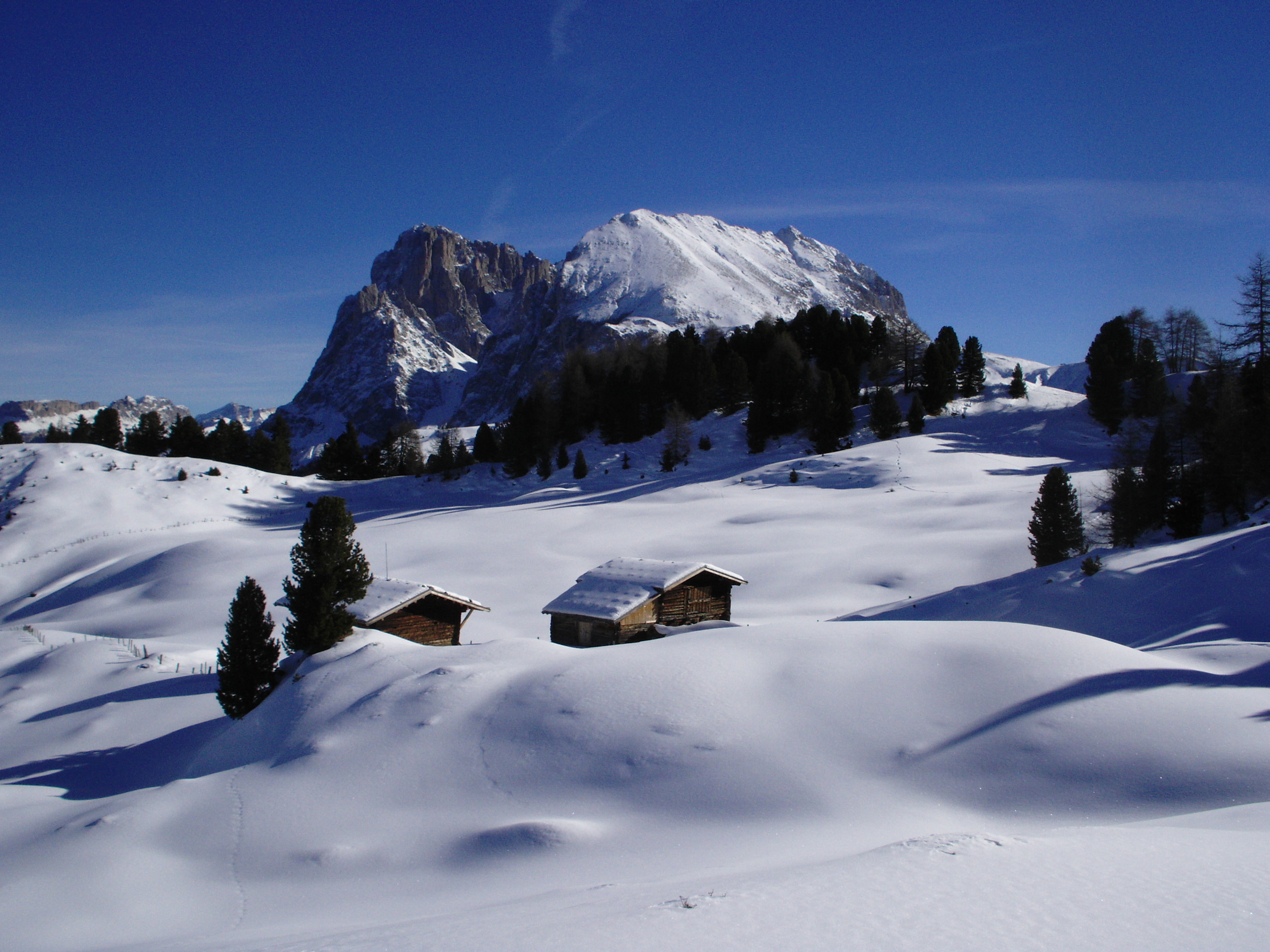
Uitzicht op de Seiser Alm

Seiser Alm (Italiaans: Alpe di Siusi, Ladinisch: Mont Sëuc) is de grootste bergweide (Alm) van Europa en ligt nabij Bolzano in Zuid-Tirol, in het noorden van Italië. De bergweide heeft een oppervlakte van 57 km² en ligt op een hoogte van 1680m tot 2350m. Samen met de berg Schlern maakt het deel uit van het natuurpark Schlern-Rosengarten. Er zijn door het hele jaar vele toeristen die naar het gebied komen. In de zomer kan men hier wandelen en in de winter is er wintersport.